# Breckerfeld-Land
Breckerfeld-Land, auch Landgemeinde Breckerfeld genannt, war bis 1899 eine Gemeinde im damaligen Landkreis Hagen in der preußischen Provinz Westfalen. Ihr Gebiet gehört heute größtenteils zur Stadt Breckerfeld im Ennepe-Ruhr-Kreis in Nordrhein-Westfalen.

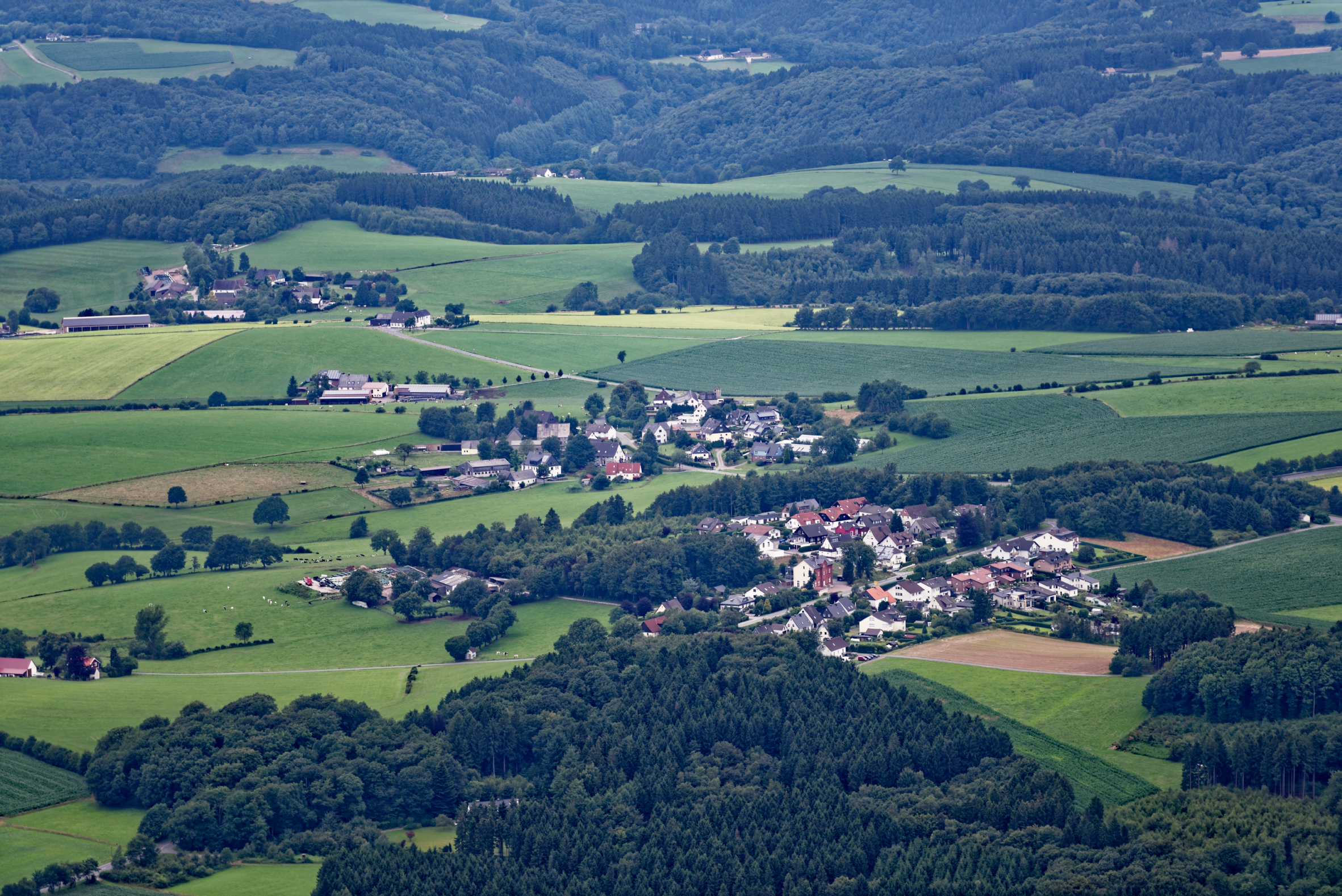
Im Vordergrund Branten, dahinter Altenbreckerfeld

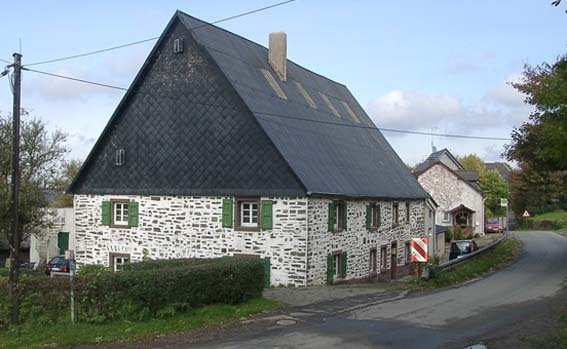
Berghausen

## Geographie
Zur Gemeinde Breckerfeld-Land gehörten die Dörfer und Weiler Altenbreckerfeld, Berghausen, Boßel, Branten, Brauck, Brenscheid, Bühren, Delle, Dörnen, Ebbinghausen, Ehringhausen, Eicken, Epscheid, Finkenberg, Heide, Holthausen, Im Dahl, Königsheide, Kotten, Krägeloh, Kückelhausen, Langscheid, Lausberg, Loh, Lorenzheide, Niederneuenloh, Niedernheede, Oberneuenloh, Obernheede, Peyinghausen, Rohland, Schaffland, Wahnscheid, Wengeberg und Wittenstein sowie eine größere Zahl von Einzelgehöften. Die Stadt Breckerfeld bildete eine Enklave im Zentrum des Gemeindegebiets.
Die bevölkerungsreichsten Teilorte waren 1895 Brenscheid mit 137 und Loh mit 106 Einwohnern.
Am südwestlichen Rand des früheren Gemeindegebiets erstreckt sich heute der Stausee der Ennepetalsperre.

## Geschichte
Die Trennung zwischen der Stadt Breckerfeld und den umliegenden Orten bestand bereits in der Grafschaft Mark, als das Gebiet der späteren Landgemeinde als Kirchspiel Breckerfeld bezeichnet wurde.
Die Gemeinde setzte sich aus bäuerlichen Orten zusammen, die zwar nach Breckerfeld eingepfarrt waren, aber nicht direkt mit der Stadt verbunden waren. Mit der Einführung der Westfälischen Landgemeindeordnung bildeten die Stadt und die Landgemeinde Breckerfeld zusammen mit der Gemeinde Dahl das Amt Breckerfeld des Kreises Hagen.
Am 1. April 1899 wurde die Landgemeinde Breckerfeld in die Stadt Breckerfeld eingegliedert. Bei der Gebietsreform von 1970 gab die Stadt Breckerfeld den Ortsteil Im Dahl, der bis 1899 zur Landgemeinde gehört hatte, an die Gemeinde Schalksmühle ab, die heute zum Märkischen Kreis gehört.

## Einwohnerentwicklung
| Jahr | Einwohner | Quelle |
| ---- | --------- | ------ |
| 1832 | 1705      | [ 4 ]  |
| 1871 | 2177      | [ 5 ]  |
| 1885 | 2106      | [ 6 ]  |
| 1895 | 1984      | [ 1 ]  |

## Baudenkmäler
Auf dem ehemaligen Gemeindegebiet stehen heute die Finkenberger Mühle, die ehemalige Schule in Branten, das villenartige Wohnhaus am Brenscheider Weg 9, das Bruchsteingebäude Langscheid 1 sowie das Speichergebäude Langscheid 2 unter Denkmalschutz.

## Brauchtum
Bei den Bauernschützen der Landgemeinde Breckerfeld von 1396 kann bis heute nur Mitglied werden, wer im Bereich der früheren Landgemeinde wohnt.